# Leucinodes pusilla
Leucinodes pusilla là một loài bướm đêm trong họ Crambidae.